# 아프리카의 해

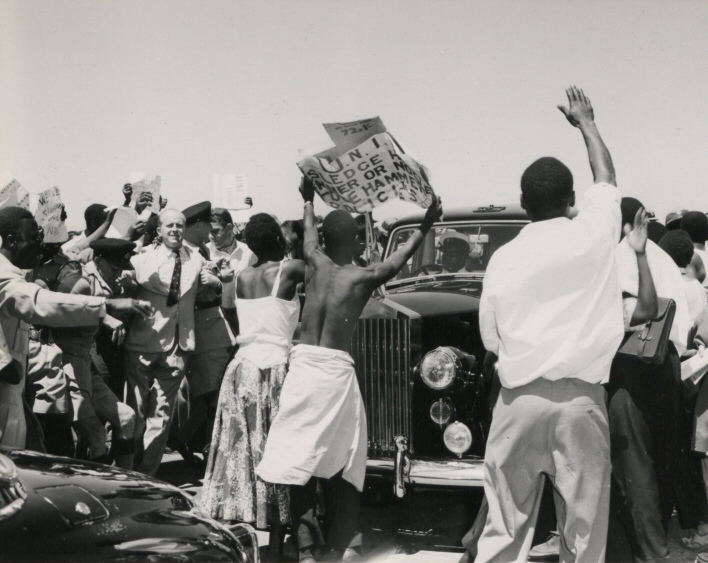
미래의 잠비아인들이 북로디지아에서 보수당 정치인 이언 매클라우드에게 항의 시위를 하는 모습

아프리카의 해(Year of Africa)는 1960년에 발생한 17개 아프리카 국가가 독립한 해를 지칭한다. 무더기 독립을 통해 아프리카 대륙에서 범아프리카주의 정서가 커지고 있음을 부각시켰다. 1960년은 아프리카 독립 운동의 정점을 이루었으며, 이후 아프리카가 유엔에서 주요 세력으로 부상하는 계기가 되었다. 이러한 급진적인 정치적 발전은 아프리카 전체의 미래에 대한 희망을 불러일으켰지만, 동시에 대륙은 탈식민지 폭력의 현실에 직면하기 시작했다. 이 해에는 남아프리카 공화국 아파르트헤이트 정부에 대한 무장 반대 운동이 시작되었으며, 이는 아프리카 전역과 전 세계에 정치적 파급력을 미쳤다. 또한 이 해에 프랑스령 서아프리카와 프랑스령 적도 아프리카의 모든 식민지가 독립했다.

## 기원

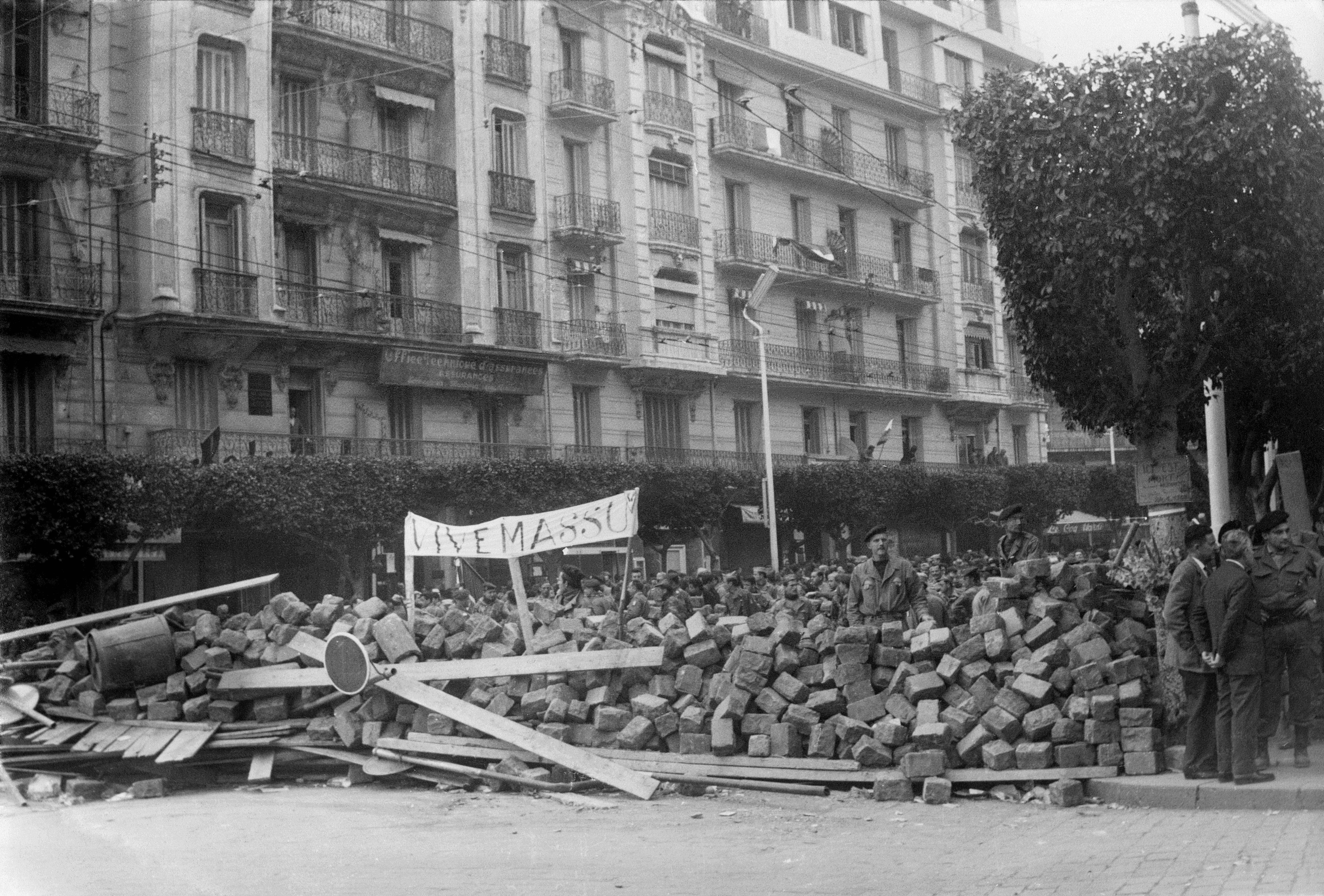
1960년 1월 알제리의 바리케이드 주간 당시 길거리의 모습

영국 식민부의 O. H. 모리스는 1월 초 "1960년은 아프리카의 해가 될 것"이라고 예측했다. "아프리카의 해"라는 문구는 1960년 2월 16일 랠프 번치가 사용하기도 했다. 번치는 "아프리카의 모든 지역에서 식민주의로부터 벗어나고 있는 놀랍도록 폭발적인 속도" 때문에 많은 국가들이 그 해에 독립을 이룰 것이라고 예상했다. "아프리카의 해"라는 개념은 국제 언론의 주목을 받았다.
이 해의 신화는 1960년 2월 3일 해럴드 맥밀런이 케이프타운에서 한 "변화의 바람" 연설의 영향도 받았다. 맥밀런은 연설에서 제국주의 세력이 식민지를 계속 통제하기 어려울 것이라고 인정했다. 이 연설은 영국의 정치 엘리트들이 대영 제국이 끝났고 유지될 수 없다는 것을 인정한 것이었다. 이는 보수당의 제국 충성파 세력의 반발을 불러일으켰다.(참고: 먼데이 클럽) 아프리카인도 반응했다. 기니 외무장관 카바 소리의 말에 따르면 다음과 같다.
최근 맥밀런 총리가 언급한 '변화의 바람'은 곧 허리케인이 될 위협이 있다... 식민주의를 종식시키기로 결심한 아프리카 인의 강한 양심 앞에서 총과 총검은 더 이상 우위를 점할 수 없다.

## 독립

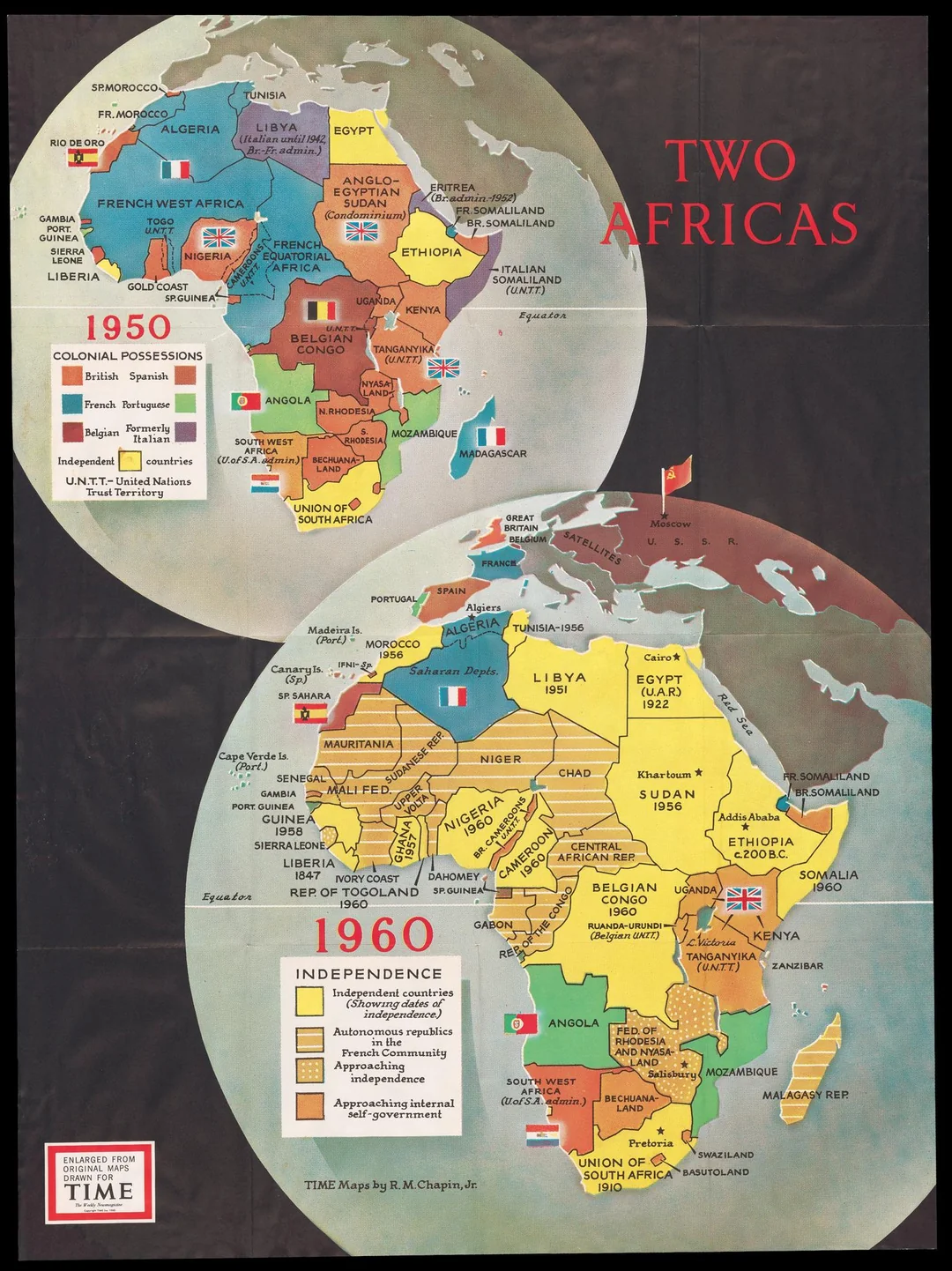
1950년과 1960년의 아프리카 상황을 비교한 그림

1960년 한 해 동안 아프리카의 독립국 수는 9개국(인구 9천 5백만 명)에서 26개국(인구 1억 8천만 명)으로 증가했으며, 벨기에, 프랑스, 이탈리아, 영국으로부터 독립을 얻었다.

### 프랑스 식민지
알제리 전쟁의 격화, 특히 1958년 5월 프랑스 위기에 대응하여 프랑스는 1958년 새로운 헌법을 제정했다. 이 헌법은 식민지 국가들을 프랑스 제국을 일종의 연맹으로 재편한 "프랑스 공동체"(La Communauté)의 일부로 만들었다. 기니를 제외한 모든 회원국은 협정에 가입했는데, 기니는 라 코뮤노테에 가입을 거부하여 1958년에 독립을 쟁취했다. 기니의 결정으로 프랑스는 모든 지원을 중단했지만, 다른 프랑스 식민지에게 선례를 만들었다. 1959년 12월, 귀국한 프랑스 지도자 샤를 드골은 회원국이 원한다면 독립할 수 있다는 데 동의했다. 그리고 아프리카 국가는 모두 프랑스가 예상했던 것보다 훨씬 빠른 속도로 독립했다.
- 카메룬 (구 카메룬)은 1960년 첫 날 독립했다(1961년 영국령 카메룬 일부와 통일).
- 토고(구 프랑스령 토골란드)는 4월 27일 독립했다.
- 말리 연방은 6월 20일 독립했으며, 8월 20일 말리와 세네갈로 분할되었다.
- 마다가스카르는 6월 26일 독립했다.
- 다호메이(1975년 베냉으로 개명)는 8월 1일 독립했다.
- 니제르는 8월 3일 독립했다.
- 오트볼타(1984년 부르키나파소로 개명)는 8월 5일 독립했다.
- 코트디부아르는 8월 7일 독립했다.
- 차드는 8월 11일 독립했다.
- 중앙아프리카 공화국은 8월 13일 독립했다.
- 콩고 공화국은 8월 15일 독립했다.
- 가봉은 8월 17일 독립했다.
- 모리타니는 11월 28일 독립했다.

이 국가은 특히 경제적 측면에서 독립 이후에도 프랑스의 영향권 내에 속했다. 또한 프랑스는 말리 연방과 마다가스카르와 정치적 협정을 중재하여 프랑스 공동체 탈퇴가 정치적 관계의 종식으로 이어질 것이라는 의무를 면제해 주었다 (기니의 경우와는 달랐다). 따라서 프랑스 기업은 이 협정을 받아들였다. 왜냐하면 그들은 새로 독립한 국가로부터 경제적 이익을 얻을 수 있는 좋은 위치를 유지할 수 있었고, 독립국도 계속해서 식민지(CFA) 프랑을 사용했기 때문이다.
독립국이 새로 만든 헌법은 프랑스 헌법에서 일부 아이디어를 차용했는데, 민주주의와 보편적 권리의 가치뿐만 아니라 강력한 행정부를 가진 의회 제도를 포함한다. 또한 유엔 세계 인권 선언의 문구를 사용하기도 한다. 이들은 모두 내셔널리즘보다 범아프리카주의를 강조한다.

### 이탈리아와 영국 식민지
1960년 대영 제국으로부터 두 국가가 독립했다. 영국령 소말릴란드와 소말리아 신탁통치령의 통일을 통해 소말리아가, 그리고 영국 식민지였던 나이지리아가 독립했다.
마다가스카르의 독립일과 같은 6월 26일, 영국령 소말릴란드는 독립된 소말릴란드국이 되었다. 5일 후인 7월 1일 이탈리아 신탁통치령 소말리아와 연합하여 소말리아 공화국을 수립했다.
나이지리아는 아프리카 대륙에서 가장 많은 인구와 최고의 경제력을 가지고 있었다. 10월 1일 독립했다.
또한 1960년 가나 자치령은 공화국이 되기로 투표하여 엘리자베스 2세의 가나 여왕으로서의 통치(1957년~1960년)가 종식되었다. 세계적으로 유명한 범아프리카주의자 콰메 은크루마는 독립 이전 총리였으며, 1960년 4월 27일 독립과 동시에 대통령으로 선출되었다.

### 벨기에 식민지

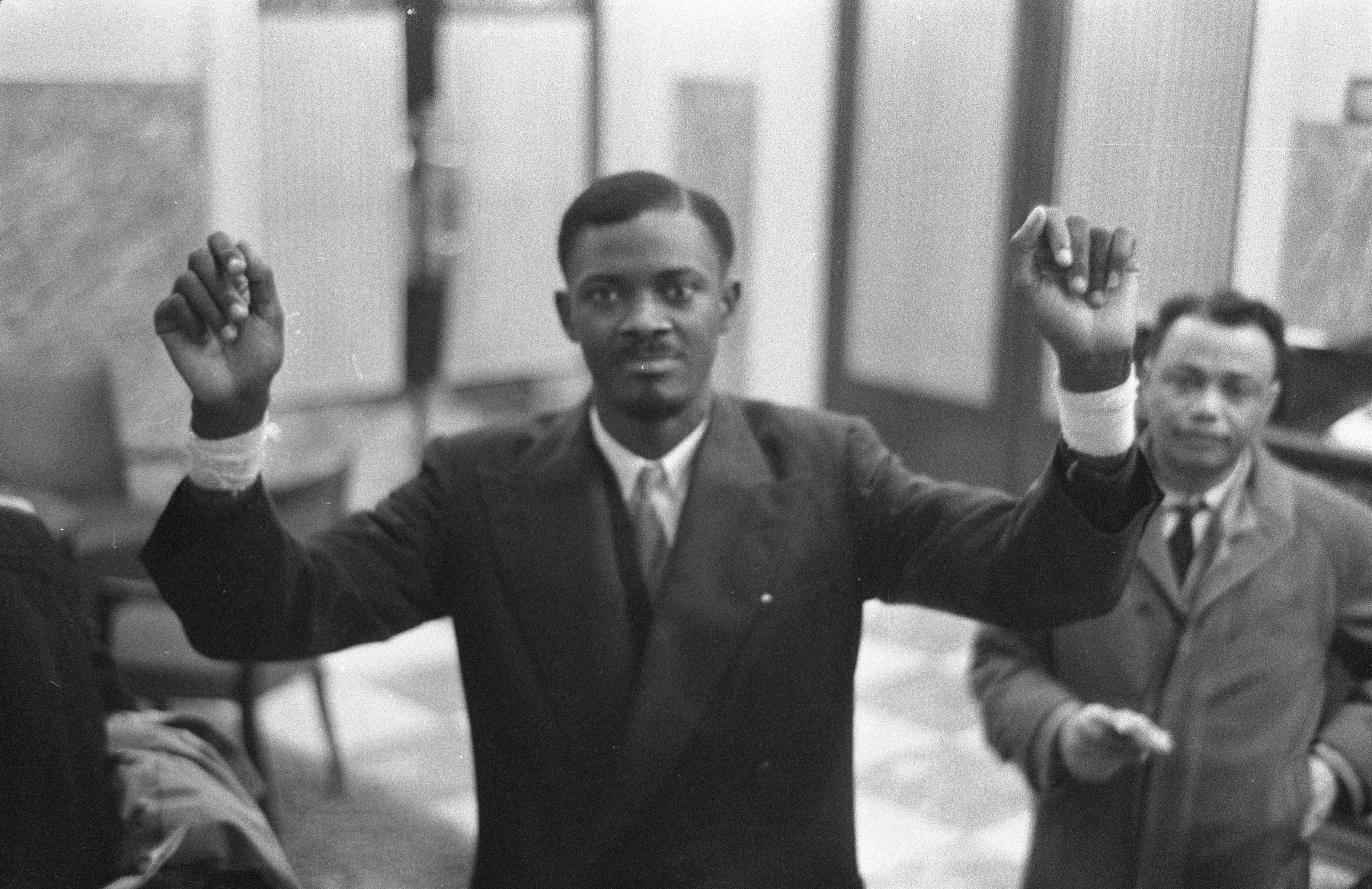
1960년 1월 브뤼셀의 루뭄바

콩고인은 독립을 위해 강력히 시위하고 있었고, 1960년 초 파트리스 루뭄바는 1959년 폭동 선동 혐의로 투옥되었다. 벨기에는 콩고가 독립할 것이라는 것을 인지하고 루뭄바를 석방하여 1월 18일부터 27일까지 브뤼셀에서 열린 회의에 참석하도록 허용했다. 이 회의에서 콩고 공화국의 독립일은 6월 30일로 정해졌다. 루뭄바는 5월 선거에서 많은 표를 얻어 6월 30일 콩고의 총리가 되었다. 이 행사의 정신은 유명한 콩고 음악가 르 그랑 칼레가 《인디펜던스 차차》라는 곡을 작곡했고, 이 곡은 범아프리카적인 히트곡이 되었다.
하지만 콩고는 곧 혼란에 휩싸였고, 루뭄바는 9월 14일 해임되었다. 그는 이후 고문당하고 처형되었다. 이 때의 불안정한 시기는 때때로 콩고 위기라고 불린다.
콩고에서의 사건은 식민주의를 일관되게 지지했던 런던 데일리 익스프레스가 "아프리카의 해"를 비난하고 1961년을 "현실의 해"라고 부르도록 만들었다.

## 남아프리카 공화국

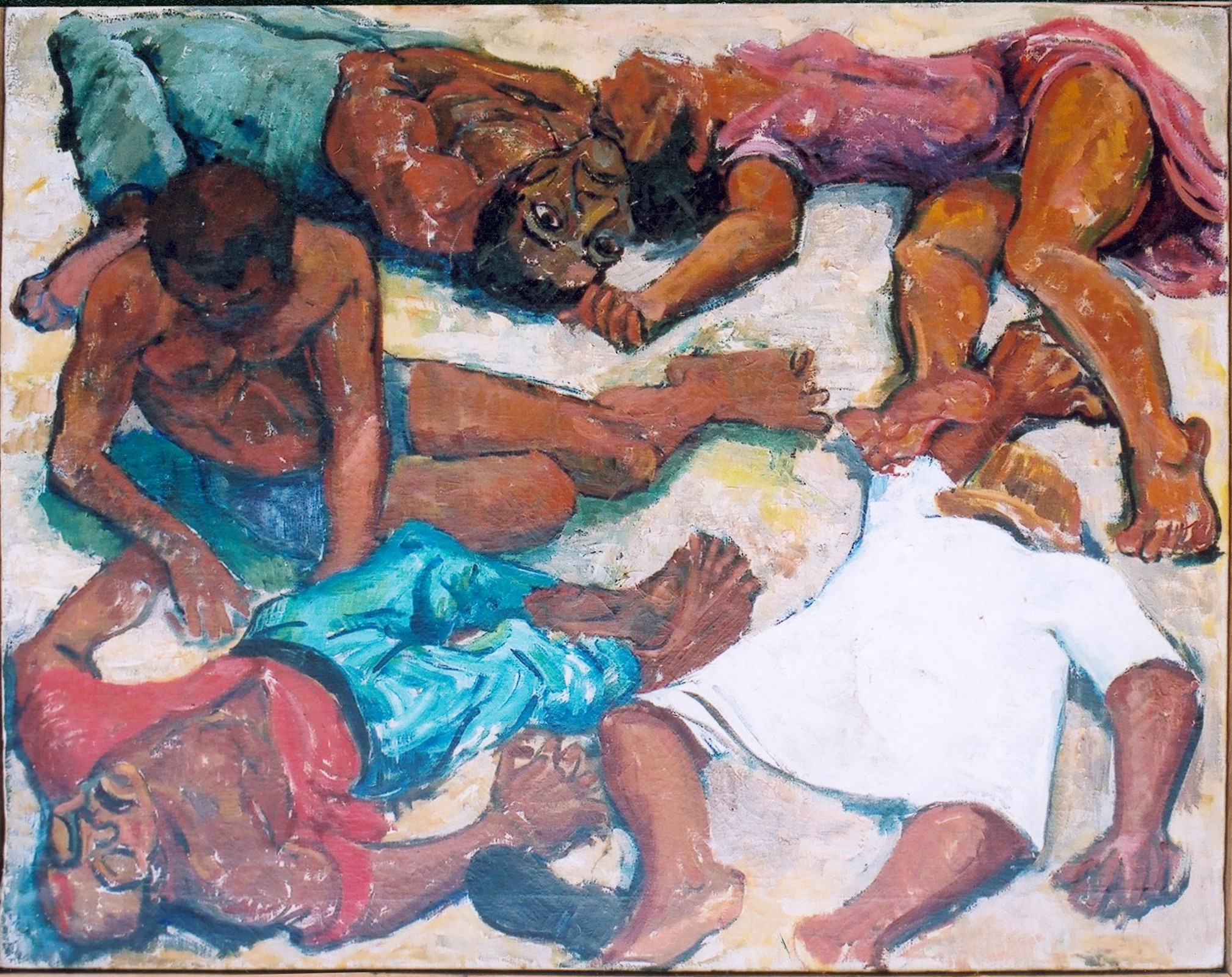
고드프리 루벤스의 《샤프빌의 살인》. 샤프빌 학살은 전 세계가 아파르트헤이트를 주목하게 만들었다.

1960년 3월 21일 남아프리카 공화국에서 샤프빌 학살이 발생하여 대규모 지하 저항과 국제 연대 시위를 촉발했다. 이 사건은 때때로 아파르트헤이트에 대한 전 세계적 투쟁의 시작으로 언급된다. 남아프리카 공화국의 운동가와 학자는 이를 저항의 전환점으로 묘사하며 비폭력과 자유주의의 종식을 알리는 사건으로 본다. 일부는 그 가장 큰 영향이 백인 남아프리카인에게 정치적으로 흑인이 얼마나 잔인하게 억압받고 있는지 알게 한 데 있었다고 말한다.
10월 5일, 남아프리카 공화국에서 국민투표가 통과되어 군주제가 폐지되었고, 이는 남아프리카 공화국이 이듬해 인종 정책 문제로 영연방을 탈퇴하는 계기가 되었다.

## 유엔
10월 가나 대통령 콰메 은크루마는 유엔에서 아프리카의 세계에서의 역할과 세계가 아프리카에서 맡을 미래의 역할에 대해 연설했다. 은크루마는 아프리카의 새로운 힘을 주장하며, 대륙을 식민지화했던 유럽 국가에 대한 복수를 원하지 않지만 그럼에도 자유를 주장할 것이라고 말했다.
우리 시대의 한 가지 중요한 사실은 아프리카의 각성이 현대 세계에 미친 엄청난 영향이다. 아프리카 민족주의의 흐름은 모든 것을 휩쓸고 있으며, 식민 권력자에게 우리 대륙에 가해진 부당함과 범죄의 세월에 대해 정당한 보상을 하라는 도전을 제기한다.

그러나 아프리카는 복수를 추구하지 않는다. 아프리카의 본성상 악의를 품을 수 없다. 우리 민족 2백만 명 이상이 엄청난 힘으로 한 목소리를 외친다. 그들은 무엇을 말하는가? 우리는 억압자에게 죽음을 요구하지 않는다. 우리는 노예 주인에게 불운을 바라지 않는다. 우리는 정당하고 긍정적인 요구를 주장한다. 우리의 목소리는 대양과 산맥을 넘어, 언덕과 계곡을 넘어, 사막과 인류 거주지의 광대한 공간을 통해 울려 퍼지며, 아프리카의 자유를 외친다. 아프리카는 자유를 원한다. 아프리카는 자유로워져야 한다. 이것은 단순한 외침이지만, 그것을 무시하려는 자들에게는 붉은 경고등을 밝히는 신호이기도 하다.
은크루마는 백인 우월주의, 특히 남아프리카 공화국에서의 백인 우월주의의 종식을 촉구했다. 연설 인쇄본 서문에서 W. E. B. 듀보이스는 다음과 같이 썼다. "...콰메 은크루마가 아프리카의 목소리라는 데는 의심의 여지가 없다. 즉, 다른 어떤 살아있는 사람보다도 그는 암흑 대륙의 사상과 이상을 가장 잘 표현하고 있으며, 이 대륙이 세계 문제에서 전면에 나서고 있다는 것이다."
1960년 12월 14일, 유엔 총회는 식민지 독립부여선언을 승인했다. 이 성명은 "모든 민족은 자결권을 가진다"고 명시하며, 외부 세력에 의한 통치는 인권 침해에 해당한다고 주장한다. 이 성명은 반대 없이 통과되었다. 미국과 다른 7개 식민 세력은 기권했으며, 미국 대표단의 아프리카계 미국인인 젤마 왓슨 조지는 선언 지지를 표명하기 위해 일어섰다.

## 관련 사건
1월 25일부터 31일까지 열린 제2차 전아프리카 인민 회의는 아프리카의 완전 독립과 아프리카 은행 설립을 촉구했다.
로마에서 열린 1960년 하계 올림픽에서 에티오피아의 육상 선수 아베베 비킬라는 마라톤에서 우승하여 아프리카계 흑인 최초로 올림픽 금메달을 획득했다. 그의 업적은 아프리카의 자부심과 대륙에 대한 전 세계의 관심을 고조시켰다.

## 의미와 유산

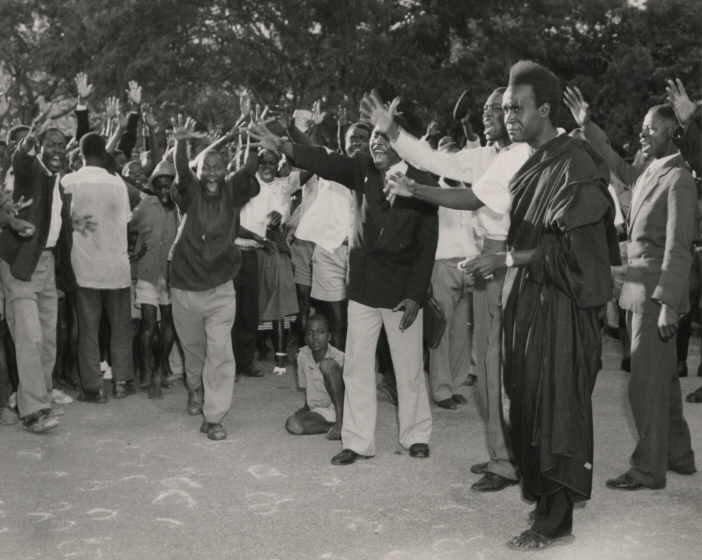
1960년 3월 북로디지아(이후 잠비아)에서 열린 독립 지지 집회

아프리카의 해는 아프리카 국가의 존재를 국제 무대에서 무시할 수 없는 세력으로 세계가 인정하게 만들며 전 세계 아프리카인들의 상징적 위상을 변화시켰다. 이는 카이에르 데튀드 아프리카인과 아프리카 역사 저널의 창간으로 대표되는, 새롭고 더욱 아프리카 중심적인 아프리카학 시대의 시작을 알렸다.
아프리카의 해는 미국 내에서 시민권 운동에 참여했던 아프리카계 미국인들에게 큰 힘이 되었다. 볼티모어 아프로-아메리칸은 미국 남부의 인종 분리 정책을 시트인(연좌시위)이 무너뜨릴 것이라고 확신하며 사설에서 다음과 같이 주장했다. "아프리카를 휩쓸고 있는 '변화의 바람'이 미국의 미개한 지역에도 불어닥치고 있다." 제임스 H. 메리웨더 교수는 아프리카의 해를 돌아보며 다음과 같이 썼다. "1960년의 사건은 아프리카계 미국인들과 백인 우월주의에 대한 전 세계적 투쟁 사이의 연결을 강화했으며, 이는 더욱 아프리카 중심적인 기반 위에서 이루어졌다." 더 구체적으로는, 미국 남부에서 인종 분리에 저항하는 사람들은 남아프리카 공화국에서 영감을 얻기 시작했을 수 있으며, 그 반대도 마찬가지이다라고 말했다.
"아프리카의 해"라는 문구는 2005년 제31차 G8 정상회의를 둘러싼 서구의 대륙에 대한 관심과 주로 함께 다시 사용되었다.
2010년, 여러 아프리카 국가들은 "아프리카의 해" 반세기 기념으로 독립 50주년을 축하했다.

## 같이 보기
- 아프리카 분할
- 《인디펜던스 차차》
- 귀환의 해

## 참고 문헌
- De Lusignan G. French-Speaking Africa Since Independence. New York: Praeger, 1969.
- Foderaro S. Independent Africa. Toronto: Macmillan, 1976. ISBN 0-7705-1415-4.
- Houser G. M. No One Can Stop the Rain: Glimpses of Africa's Liberation Struggle. New York: Pilgrim Press, 1989. ISBN 0-8298-0795-0.
- Lodge T. Sharpeville: an apartheid massacre and its consequences. New York: Oxford University Press, 2011. ISBN 9780192801852.
- Meriwether J. H. Proudly We Can Be Africans: Black Americans and Africa, 1935–1961. University of North Carolina Press, 2002. ISBN 9780807849972.
- Phyllis T. African Freedom: How Africa Responded to Independence. Cambridge University Press, 2018.
- Smith A. W. M., Jeppesen C. Britain, France and the Decolonization of Africa: Future Imperfect. UCL Press, 2017.